# أنيس حسن يحيى
أنيس حسن يحيى عوض من مواليد 1934، في حي كريتر بمستعمرة عدن، إبان الاستعمار البريطاني لجنوب اليمن. هو مفكر سياسي وقيادي اشتراكي يمني. شغل العديد من المناصب الوزارية الرفيعة في جمهورية اليمن الجنوبية الشعبية (30 نوفمبر 1967-1 ديسمبر 1970)، والتي تحول اسمها إلى جمهورية اليمن الديمقراطية الشعبية (1 ديسمبر 1970-22 مايو 1990). وبعد قيام الوحدة اليمنية في 22 مايو عام 1990، عُين مستشارًا لرئيس الوزراء، ثم انتُخب في 27 أبريل 1993م عضوًا في مجلس النواب ورئيسًا لكتلة الحزب الاشتراكي بالمجلس حتى نشوب حرب صيف 1994. يشغل منصب عضو المكتب السياسي للحزب الاشتراكي اليمني منذ تأسيسه في العام 1978 وحتى اليوم.

## النشأة والدراسة ونشاطه السياسي المبكر
ولد أنيس حسن يحيى في 20 ديسمبر 1934، في ما يسمى بحي الريزمت في كريتر، بمستعمرة عدن. متزوج من الاستاذة التربوية أم الخير أحمد حيدرة، ورزقا بولدين، باسل وغاده. كانت دراسته الأولية القرآن الكريم في معلامة الفقيه قبول في كريتر، ثم التحق في العام 1942 بالتعليم النظامي، حيث درس الابتدائية في ما كان يعرف بمدرسة الإقامة RESIDENCY SCHOOL، وهي مدرسة السيلة الابتدائية لاحقًا والمتحف الحربي بكريتر حاليًا. في عام 1946م دخل مرحلة جديدة من التعليم، والتي دمجت فيها المرحلتين المتوسطة والثانوية بنفس المدرسة. أثناء دراسته الابتدائية كان أنيس يحيى قائد فريق كرة القدم ثم قائد الفريق الكروي لطلاب مجموعة C في المرحلة الثانوية، ثم لاعبًا في الفريق الأول لنادي الاتحاد المحمدي MCC خلال الفترة 1955- 1956. في أواخر أبريل 1956م انتقلت أسرة أنيس يحيى مع أسر أخرى ساكنة في كريتر إلى حي الروضة بالقلوعة في المعلا، وهو الحي السكني الذي بنته الإدارة البريطانية تحت مسمى «منازل الطبقة العاملة WORKING CLASS QUARTER». في الروضة أسس أنيس حسن يحيى مع آخرين نادي الروضة الرياضي والثقافي وشغل فيه منصب الرئيس. بعد تخرجه من الثانوية عمل مدرساً في المدرسة المتوسطة للبنين في التواهي. وبينما كان لا يزال يدرس الثانوية شارك بفعالية خلال الفترة 1955-1959 في أنشطة وطنية ونقابية متعددة. كان أنيس حسن يحيى يلتقي مع كوكبة من الشخصيات الوطنية في مكاتب مطبعة البعث التي كان يملكها محمد سالم علي، وأثمرت تلك اللقاءات قيام الجبهة الوطنية المتحدة بقيادة الراحل الكبير محمد عبده نعمان، وكان المد الناصري خلال تلك السنوات ولسنوات لاحقة قويًا جدًا، وبرغم أن أنيس كان معجبًا بشخصية جمال عبدالناصر، لكن توجهه كان اشتراكيًا علميًا، حيث كان لكتابات المفكر والسياسي اليمني عبد الله باذيب وولعه بالقراءة والاطلاع على نتاج الفكر الإنساني الأثر الكبير في توجهه نحو الفكر الاشتراكي. في النصف الأول من عام 1956م نشط أنيس حسن يحيى مع زملاء آخرين له في الدعوة لتأسيس نقابة عامة للمعلمين وأسفرت انتخابات النقابة عن انتخاب مسعود جعفر علي عوض رئيسًا للنقابة وعلي أحمد السلامي أمينًا عامًا وأنيس يحيى أمينًا عامًا مساعدًا. في منتصف العام 1958 انضم لحزب البعث رغم قناعاته الاشتراكية العلمية. في العام 1959 سافر للدراسة في القاهرة، حيث درس في كلية التجارة بجامعة القاهرة وتخرج منها في العام 1963، وكان ينشط في خلايا البعث العربي الاشتراكي في القاهرة وبعدها في عدن بعد عودته إليها عام 1963.

## مسيرة حياته الوظيفية والحزبية
عاد إلى عدن في منتصف العام 1963، وبدأ حياته العملية في سبتمبر 1963 مدرسًا بالمدرسة الثانوية الحكومية للبنين بخور مكسر (ثانوية الجلاء لاحقًا، ثم ثانوية محمد عبده غانم حاليًا). بعد قيام ثورة 14 أكتوبر في جنوب اليمن في نفس العام، عُيِّن في سكرتارية مجلس الوزراء، والتي كانت تعرف آنذاك بـ «السكرتارية»، ثم عُيِّن بعد بضعة أشهر في وزارة الحكم المحلي لولاية عدن، وفي العام 1966 عُيِّن سكرتيرًا لسلطة الضواحي بمدينة الشيخ عثمان في عدن، ثم عُيِّن سكرتيرًا لسلطة الضواحي بمدينة عدن الصغرى (البريقة). أواخر العام 1967 استقال من عمله الرسمي وتفرغ للعمل الحزبي، حيث شكل البعثيون أوائل ذلك العام منظمة طلائع حرب التحرير الشعبية. في نوفمبر 1969 أعلن البعثيون في جنوب اليمن (والذي أسمي بعد نيل الاستقلال في 30 نوفمبر 1967 بجمهورية اليمن الجنوبية الشعبية، قبل تسميتها في 1 ديسمبر 1970 بجمهورية اليمن الديمقراطية الشعبية) أعلنوا تبنيهم للفكر الاشتراكي العلمي كمنهج لعملهم. وفي نوفمبر 1970 (أي قبيل إعلان التسمية الجديدة للدولة إلى جمهورية اليمن الديمقراطية الشعبية) أعلنوا فك الارتباط مع حزب البعث وشكلوا ما سُمي بـ «منظمة البعث في اليمن الديموقراطية»، والتي تحولت في أبريل 1974 إلى «حزب الطليعة الشعبية»، وقد لعب أنيس يحيى دورًا محوريًا في تحول منظمة البعث في جنوب اليمن إلى الفكر الاشتراكي العلمي وتسمية المنظمة بحزب الطليعة الشعبية، وقد انتُخب أنيس يحيى أمينًا عامًا للحزب. خلال الفترة 11-14 أكتوبر 1975، انعقد المؤتمر التوحيدي لفصائل العمل الوطني وأسفرت الحوارات بين التنظيم السياسي الجبهة القومية الحاكم وفصيلي حزب الطليعة الشعبية والاتحاد الشعبي الديمقراطي الماركسِيَيْن عن إعلان إطار حزبي جديد سمي «التنظيم السياسي الموحد - الجبهة الوطنية»، حيث انتُخب أنيس يحيى عضوًا في المكتب السياسي للتنظيم الجديد، والذي اندمج عام 1978 مع فصائل ماركسية أخرى تنشط في اليمن الشمالي، تحت مسمى الحزب الإشتراكي اليمني، ثم انتُخب عضوًا في المكتب السياسي للحزب الاشتراكي اليمني وذلك في المؤتمر الأول للحزب الذي عُقد خلال الفترة 11-14 أكتوبر 1978، وهو الحزب الذي حكم جمهورية اليمن الديمقراطية الشعبية خلال الفترة 1978 حتى قيام الوحدة اليمنية مع الشطر الشمالي (الجمهورية العربية اليمنية) في 22 مايو 1990.

## المناصب العليا التي تقلدها
شغل أنيس حسن يحيى وظائف رسمية وحزبية قيادية في جمهورية اليمن الديمقراطية الشعبية وكانت على النحو التالي:
- وزيرًا للاقتصاد والصناعة خلال الفترة من 1969 حتى مايو 1973.
- وزيرًا للمواصلات خلال الفترة مايو 1973 حتى ديسمبر 1975.

وقد شغل هذين المنصبين أثناء فترة حكم الرئيس سالم ربيع علي.
- وزيرًا للثروة السمكية في أغسطس 1979 عندما تولى عبد الفتاح اسماعيل رئاسة الجمهورية لفترة قصيرة (ديسمبر 1978-أبريل 1980) ثم
- نائبًا لرئيس الوزراء ووزيرًا للثروة السمكية خلال الفترة أكتوبر 1980 حتى أحداث يناير 1986. وقد شغل هذين المنصب أثناء فترة حكم الرئيس علي ناصر محمد.
- بعد قيام الوحدة اليمنية في 22 مايو 1990 عُين أنيس يحيى مستشارًا لرئيس الوزراء، ثم في الانتخابات البرلمانية التي أجريت في أبريل 1993، انتُخب عضوًا في مجلس النواب، ورئيسًا لكتلة الحزب الاشتراكي في المجلس.[1][2]
- تولى رئاسة برلمان ما سمي بجمهورية اليمن الديمقراطية التي أعلنها علي سالم البيض في الجنوب خلال فترة حرب الانفصال 1994 في اليمن والتي لم تستمر أكثر من شهرين. وبعد الحرب التي خسرها الانفصاليين في الحزب الاشتراكي اليمني، اختار أنيس يحيى الإمارات العربية المتحدة منفى اختياري له وظل مقيما فيها قرابة عشر سنوات، عاد بعدها إلى صنعاء في 15 أبريل 2004، ودعى لإصلاحات سياسية وإلى حوار شامل بين الحزب الحاكم حينها وهو المؤتمر الشعبي العام وأحزاب المعارضة بكافة توجهاتها وأطيافها السياسية للخروج من دائرة التخلف، معتبرًا أن الحزب الاشتراكي اليمني الذي هو عضو مكتبه السياسي لم يعد بعد خروجه من السلطة بعد حرب عام 1994 الممثل الوحيد أو الوصي على الشعب الجنوبي، بل أحد الأحزاب السياسية الممثلة لشعب الجنوب، مستدركاً بأن نشاط الحزب لم يعد محصورًا على الجنوب وحده وإنما على امتداد الساحة اليمنية كلها.[3][4]

## موقفه من القضية الجنوبية
يُعد أنيس يحيى من السياسيين الجنوبيين البارزين المؤيدين لبقاء اليمن موحداً ولو بصيغة أخرى، حيث يرى أن الحل الواقعي والعقلاني للقضية الجنوبية ليس بالانفصال وفك الارتباط بدولة الوحدة الممثلة بالجمهورية اليمنية وإنما يتمثل في قيام دولة اتحادية فيدرالية من اقليمين، شمالي وجنوبي، موضحا أن خيار الانفصال خيار سياسي مشروع ولكنه قطعا ليس هو الحل الأمثل لأنه سيفضي إلى تشظي الجنوب إلى عدة كيانات أولاً، وإلى تشظي اليمن عمومًا، واعتبر القيادي الإشتراكي الدعوة إلى قيام الإقليم الشرقي (ويقصد بذلك محافظتي حضرموت والمهرة)، أحد مؤشرات هذا التشظي، واصفا تلك الدعوة بأنها غير بريئة، ودعى حزبه إلى أن يرمي بكامل ثقله للانتصار لخيار الدولة الاتحادية المكونة من إقليمين.
بعد نشوب الحرب الأهلية اليمنية في مارس 2015، والمدعومة مما يسمى بالتحالف العربي ضد الحوثيين انتقل أنيس يحيى للعيش في القاهرة بجمهورية مصر العربية ولا يزال مقيمًا فيها حتى اليوم.